# Эрнандес, Йонни
Йонни Эрнандес Вега (исп. Yonny Hernández Vega; род. 25 июля 1988, Медельин, Колумбия) — колумбийский мотогонщик, участник чемпионата мира по шоссейно-кольцевых мотогонок MotoGP. В сезоне 2016 выступает за команду «Aspar MotoGP Team» под номером 68.

## Биография
В 2012 году Йонни Эрнандес в составе команды «Avintia Blusens» дебютировал в «королевском» классе мотогонок — MotoGP, став первым колумбийцем в истории соревнований.